# Kisimul vára
Kisimul (Kiessimul vagy Chisimul) vára egy kis középkori vár Skóciában, a Külső-Hebridák Barra nevű szigetén, Castlebay központjában.
A várra vonatkozó legkorábbi feljegyzés a 16. század közepéről származik. A várat minden oldalról víz veszi körül és sohasem tudták elfoglalni. Az erődítmény neve a gael cios (adó) és mul (domb, halom) szavakból származik.
Kisimult 1838-ban hagyták el lakói, mikor a szigetet eladták. Ettől kezdve a vár állapota rohamosan romlani kezdett. Köveinek egy részét halászhajók nehezékéül használták fel, sőt, még Glasgow járdáinak burkolására is került belőlük. A maradványokat – a sziget nagy részével egyetemben – 1937-ben vásárolta vissza a MacNeil-klán és hozzákezdett az újjáépítéshez.
2001-ben a klán főnöke 1000 évre bérbe adta a várat a Historic Scotland nevű szervezetnek, évi 1 font és egy üveg whisky fejében.

## Régészeti ásatások
Kisimul várában régészeti kutatásokat végzett a Historic Scotland megbízásából a Headland Archaeology nevű társaság. A munkálatok ásatásokat, épületfelméréseket és levéltári kutatásokat is magukban foglaltak. Azt remélték, hogy a vizsgálatok segítenek tisztázni a vár építésének időpontját, valamint az egyes épületek építési sorrendjét. Ugyancsak a célok között szerepelt annak megállapítása, hogy elfoglalták-e a szigetet a vár építését megelőzően.
Az ásatások az udvar területére, a torony alapjaira és az alagsori börtönre összpontosultak. Az udvar keleti felén nagy mennyiségű épület-törmeléket találtak, közvetlenül a felszín alatt, sok kődarab habarccsal volt összeerősítve. Ebből arra lehetett következtetni, hogy volt egy korábbi – lerombolt vagy leomlott – épület, melynek anyagát felhasználták a későbbi udvar feltöltéséhez. Ez azelőtt történt, hogy a jelenleg konyhaként ismert épületet felépítették. Az udvar másik részén egy – a nagyterem alá vezető – kőből készült csatornát tártak fel, valamint egy kővel burkolt felületet. Efölött volt egy réteg, mely nagy mennyiségű állati csontot, kagylóhéjat és edényeket tartalmazott. Az épületeken belül is tártak fel korábban elbontott padozatmaradványokat.
Az ásatások során számtalan lelet került elő. Ezek nagy mennyiségű állati csontot és kagylóhéjat tartalmaztak. A további kutatások lehetővé teszik, hogy megállapítsák a vár lakónak étkezési szokásait. A rengeteg edénytöredék származási ideje széles skálát ölel fel, a prehisztorikus időktől kezdve, a középkoron át egészen az újabb korokig. Számos pattintott kőeszközt is találtak, köztük egy egészen finoman megmunkált kőpengét is. Ezek a szerszámok, valamint egyes edénydarabok azt bizonyítják, hogy a szigeten emberek éltek sok ezer évvel a jelenlegi vár felépítése előtt is.
A legizgalmasabb lelet az egyik – tornyon belüli – kutatóárokból került elő. Ez egy majdnem tökéletes állapotú, nagyon finoman kidolgozott aranytárgy. Jelenleg szakértők vizsgálják, hogy megállapítsák a korát és funkcióját.

## Fényképek

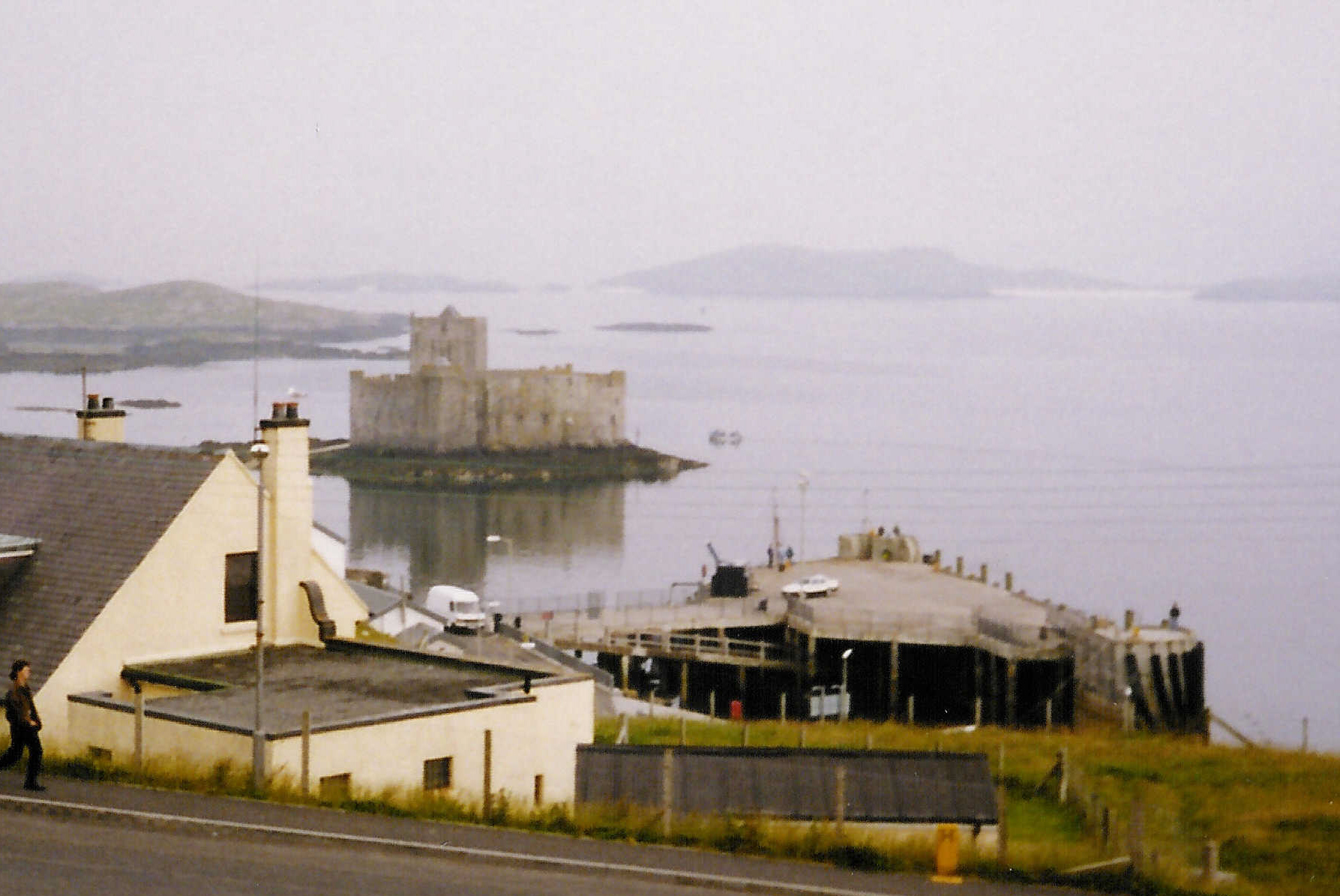
Kisimul vára Barra szigetről (1997)
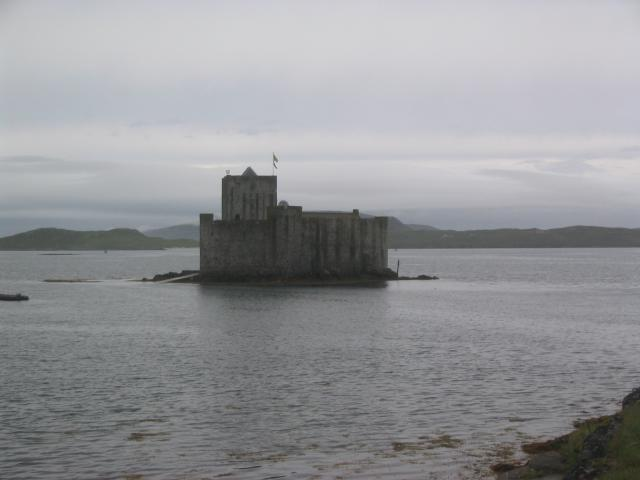
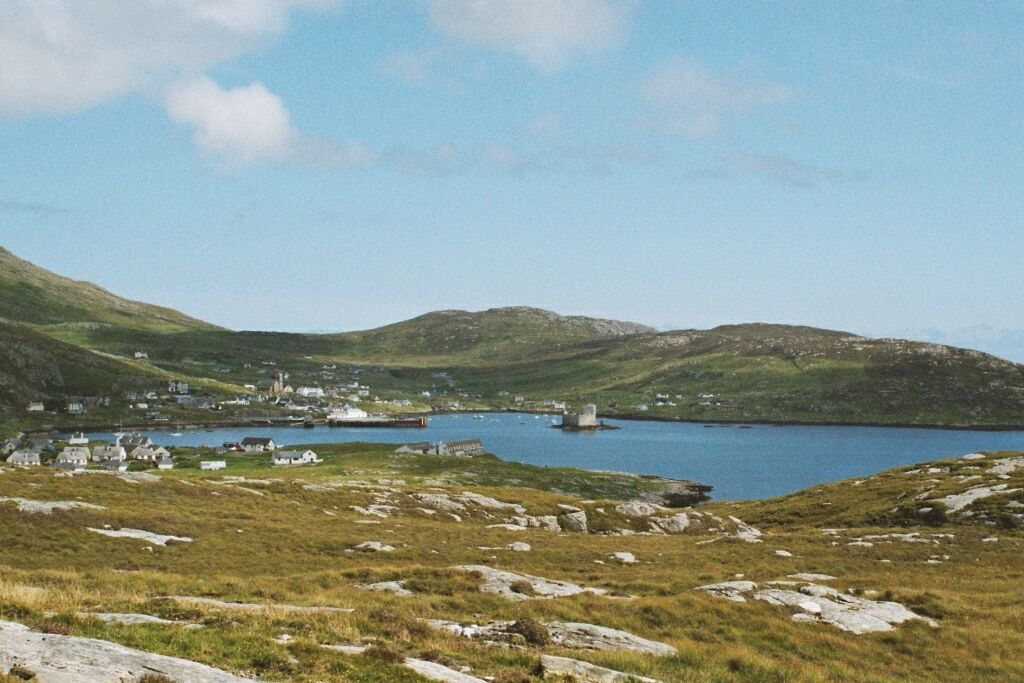
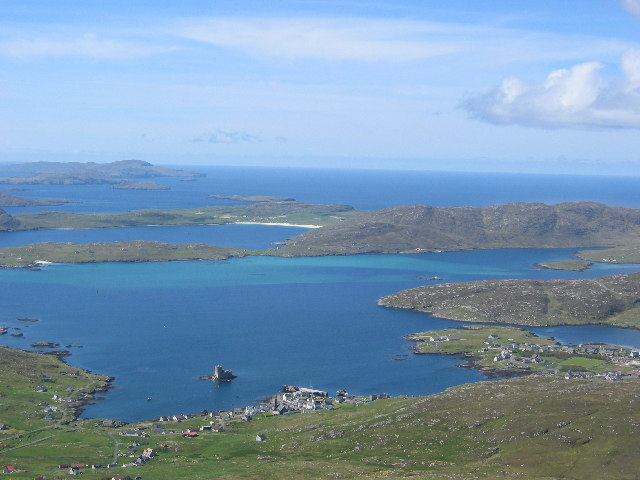
Castlebay a Heaval hegyről

## Fordítás
Ez a szócikk részben vagy egészben  a   Kisimul Castle című angol Wikipédia-szócikk ezen változatának fordításán alapul.  Az eredeti cikk szerkesztőit annak laptörténete sorolja fel. Ez a jelzés csupán a megfogalmazás eredetét és a szerzői jogokat jelzi, nem szolgál a cikkben szereplő információk forrásmegjelöléseként.